# Diego Armando Mejía
Diego Armando Mejía (20 giugno 1982) è un ex calciatore salvadoregno, di ruolo attaccante.